# Malcolm Arnold (entraîneur)
Malcolm Arnold est un entraîneur britannique d'athlétisme. Chargé de la préparation physique de l'équipe d'Ouganda entre 1968 et 1972, il conduit notamment John Akii-Bua au titre olympique du 400 mètres haies lors des Jeux olympiques de 1972. Directeur technique national du Pays de Galles entre 1974 et 1994, il participe à la réussite de Colin Jackson lors de ses nombreuses victoires sur 110 m haies. Il est nommé directeur sportif de l'équipe de Grande-Bretagne, prenant en charge notamment le sprinteur Jason Gardener de 1994 à 1997.  